# コアベース統計地域

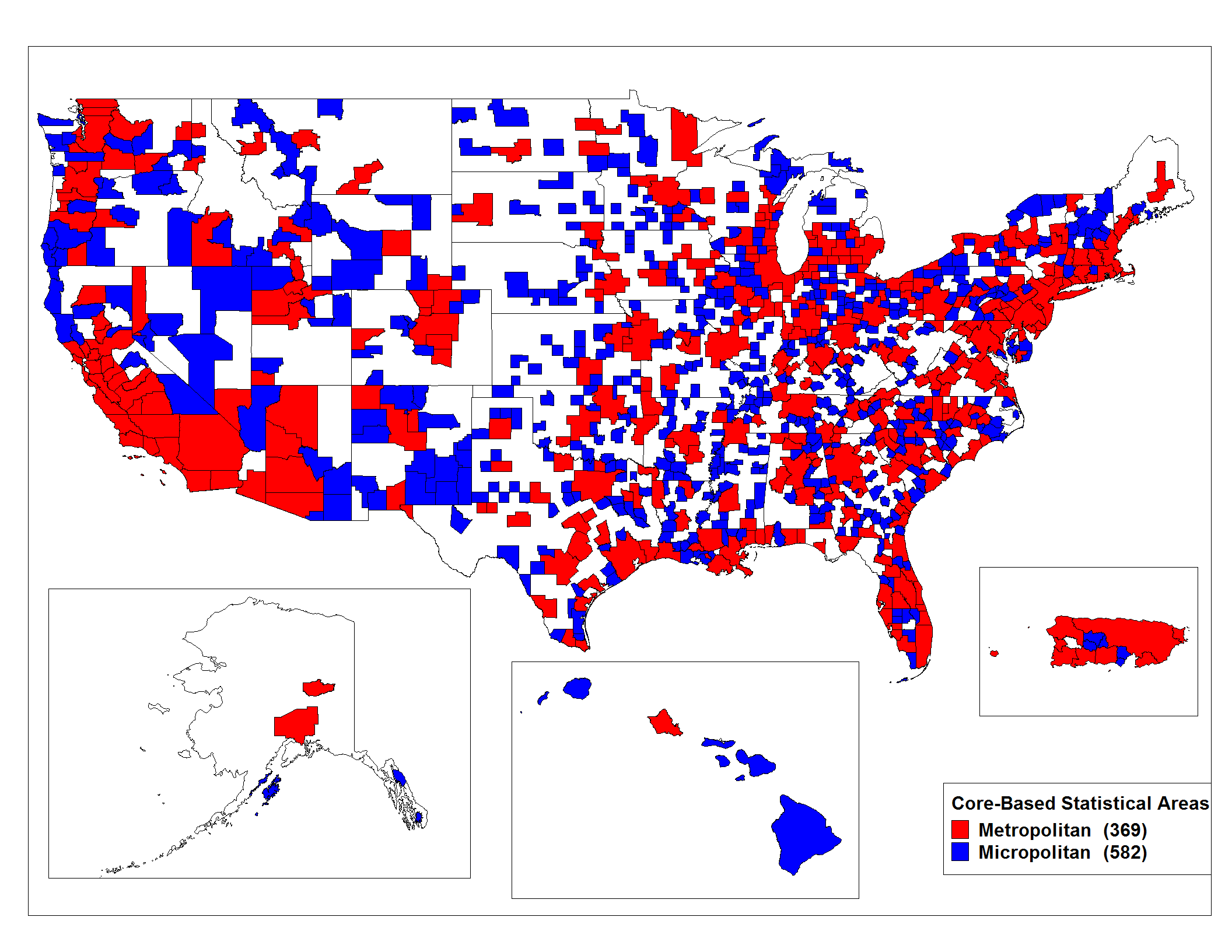
アメリカ合衆国のコアベース統計地域を示した地図。363ある大都市統計地域は赤色で、577ある小都市統計地域は青色で示されている。（この地図は拡大可能）

コアベース統計地域(コアベースとうけいちいき、英: Core Based Statistical Area、略称：CBSA) は、アメリカ合衆国行政管理予算局 (OMB)によって定義されたアメリカ合衆国の都市的地域であり、人口が1万人を超える都市的中心地と、そこへの通勤などによって、社会経済的に結び付いた周辺地域から構成される。2000年のアメリカ合衆国の国勢調査結果をもとに、こうした基準を当てはめて定義された地域は、2003年6月にOMBから公表された。これらの基準は、1990年に定義された都市圏(metropolitan area)にとって代わるものである。

## 概要
コアベース統計地域(CBSA)は、大都市統計地域 (MSA)と、新たに作り出された小都市統計地域 (µSA)の両方をまとめて指す用語である。小都市地域とは、国勢調査局が定義した、人口が1万人を超え、5万人を超えない都市クラスターを中心とした地域を指す。右上の地図は、大都市統計地域（赤色）と小都市統計地域（青色）を示した、アメリカ合衆国と(国勢調査の対象に含まれている)プエルトリコのCBSAの位置図である。
CBSAの導入によって、都市圏(metropolitan area)の定義にも若干の変更が加えられた。1990年に定義された都市圏は、国勢調査局が定義した、都市化地域人口が少なくとも5万人を超えている必要があった。都市化地域人口が250万人を超えた大都市統計地域(MSA)は、一定の条件に当てはまれば、複数の「大都市区分 (metropolitan division)」に分割することもできる。これは、従来の制度における主要都市統計地域(the primary metropolitan statistical area: PMSA)と、似た概念である。

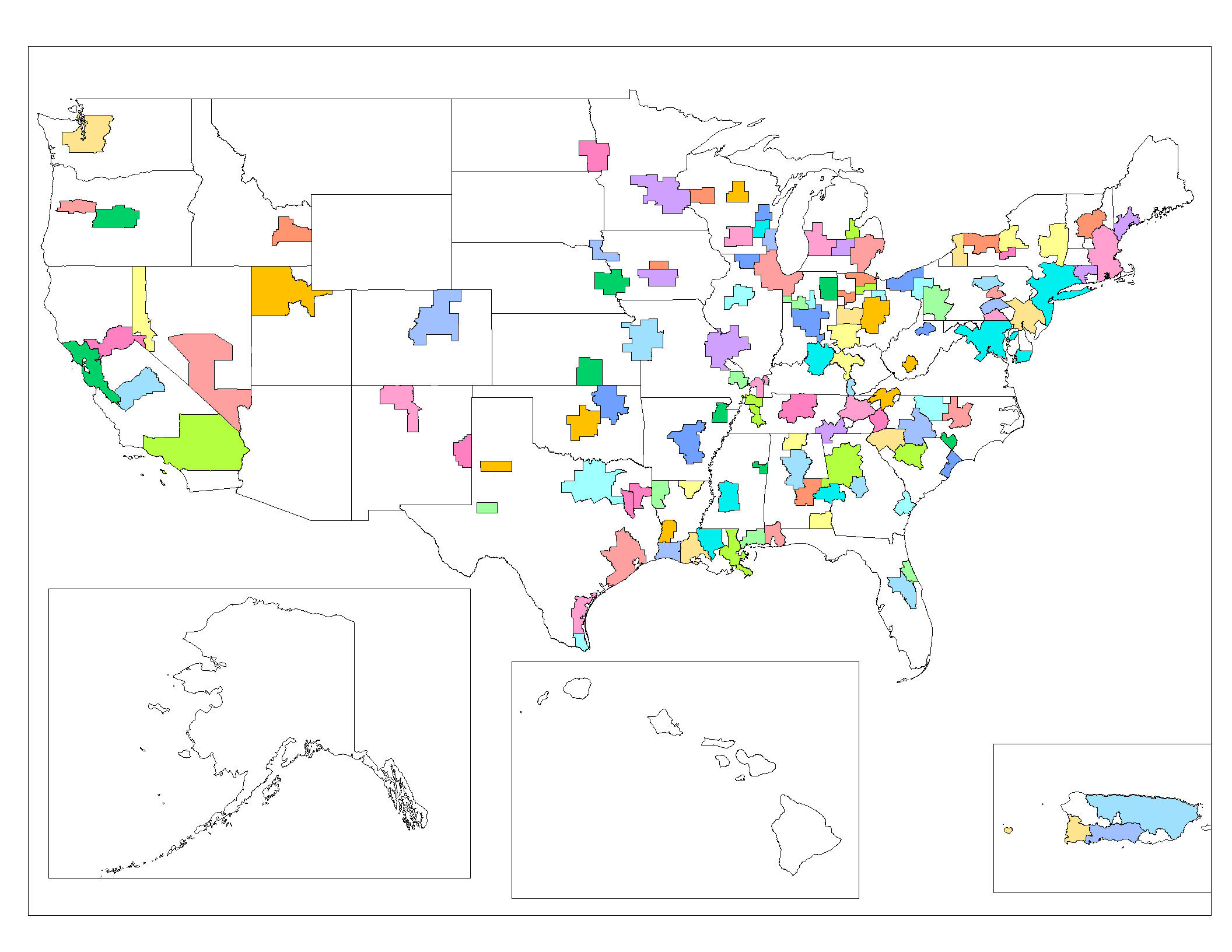
124設定されたアメリカ合衆国の合同統計地域の地図。（この地図は拡大可能）

同様に、現在では、合同統計地域(Combined Statistical Area: CSA)という単位も設定されている。これは、隣接するCBSAが、一定の要件を満たす場合に、ひとつのまとまりと見なすものである。CSAの構成に際しては、合同の対象となるCBSAが、MSAかµSAかは問われない。
ニューイングランドについて、以前は郡を単位にする都市圏の列挙が行われており、国勢調査では、集計単位に市や町を用いる、この地域についての国勢調査の通常の方法とは別に、「ニューイングランド郡都市地域(New England County Metropolitan Areas: NECMA)」と称される集計単位が存在していた。現在は、これに代わって、郡ではなく市や町を単位とするニューイングランド市町地域(New England City and Town Area: NECTA)という集計が行われている。
都市圏の基本的な定義法に大きな変化はなかったが、新しい定義に沿って設定し直した結果、新たに49の都市圏が設定された。また、550以上の地域が、小都市統計地域に認定された。結果として、現行の規定によって935のCBSAが、アメリカ合衆国とプエルトリコに設定された。このうち11のCBSAは、合わせて29の「大都市区分」に分かれている。1990年の規則によって区分がなされた最後の年である1999年の都市圏が284あり、そのうち19都市圏に76の主要都市統計地域があったのに比べると、比べると、数の上ではほぼ3倍の地域が、アメリカ合衆国行政管理予算局 (OMB)によって認定されたことになる。
2009年12月1日の見直しによって、CBSAの数は955、うち大都市統計地域 (MSA)が374（アメリカ合衆国366、プエルトリコ8）、小都市統計地域 (µSA)が581（アメリカ合衆国576、プエルトリコ5）となった。また、358のCBSAに基づいて、128の合同統計地域 (CSA)が構成されている。